# Тодуров, Борис Михайлович
Бори́с Миха́йлович Тоду́ров (род. 2 января 1965 года, Киев, Украинская ССР) — украинский врач-кардиохирург, профессор, заслуженный врач Украины, доктор медицинских наук. Директор Института сердца Министерства здравоохранения Украины с 2013 года. Провел первую на Украине пересадку сердца. Защитник экономически оправданного менеджмента здравоохранения и цивилизованной трансплантологии, общественный деятель, блогер.

## Биография
Отец — Михаил Иванович Тодуров, помощник машиниста тепловоза, мать — Нина Ивановна Тодурова, сельский врач. Родители родом из с. Ялта. Есть брат Иван. В детстве вместе с родителями Борис на протяжении пяти лет жил в Иркутской области.
Окончил Киевский медицинский институт имени А.А. Богомольца.
2000—2003 гг. — заведующий отделением трансплантации и хирургии сердца с группой экстракорпоральных технологий и биоматериалов, Институт хирургии и трансплантологии имени А. А. Шалимова НАМН Украины, г. Киев.
2003—2006 гг. — заместитель директора по трансплантологии, Национальный институт хирургии и трансплантологии им. А. А. Шалимова, г. Киев;
2006—2008 гг. — инициатор и соавтор проекта строительства самого современного на Украине медицинского учреждения — Киевского городского Центра Сердца.
2008—2013 гг. — руководитель Киевской городской клинической больницы «Центр Сердца».
С 2013 года — директор Института сердца Министерства здравоохранения Украины, г. Киев
Сентябрь 2016 — сейчас — Заведующий кафедрой кардиохирургии, рентгенэндоваскулярных и экстракорпоральных технологий НМАПО имени П. Л. Шупика .
Декабрь 2016 — Признан «Человеком года» по версии журнала Новое Время «За спасение жизней и новаторство в медицине».
Получил приглашение на выезд всей клинической командой со стороны двух клиник из Евросоюза, а также клиники в Грузии, однако покидать Украину отказался.
Жена — Елена Тодурова, дети — Михаил и Наталья.

## Врачебная деятельность
Борис Тодуров имеет 30-летний стаж в роли кардиохирурга. За это время он провёл более 15 тысяч операций. Самый младший из его пациентов - новорожденный, а самому старшему было 100 лет.
В 2000 г. впервые на Украине совершил трансплантацию сердца человека
.
В 2001 г. впервые на Украине сделал операцию Батисты (альтернатива трансплантации сердца).
В том же году впервые на Украине сделал тораскопическую операцию ребёнку с врожденным пороком сердца.
В 2002 г. впервые на Украине сделал тромбектомию с нижней полой вены в комплексе с нефректомией в условиях искусственного кровообращения.
С 2000 по 2007 г. он сделал 4 трансплантации сердца, 3 из которых закончились успешно
.
12 июля 2016 года Борис Тодуров впервые на Украине провёл имплантацию механического сердца . Такое сердце обошлось в 120 тыс. евро. Немецкая клиника предоставила его Институту сердца в рассрочку, учитывая авторитет Тодурова в международном медицинском сообществе. Часть средств была собрана на благотворительном забеге и бирже благотворительности

.
Государственных средств на внедрение этой инновации не выделялось. Несмотря на это, Президент Украины Пётр Порошенко в своем новогоднем поздравлении отметил пересадку механического сердца как одно из главных достижений страны в ушедшем 2016 году.

## Профилактика
Борис Тодуров является активным блогером в вопросах профилактики сердечно-сосудистых заболеваний.
С 2016 года он ведёт свой канал на YouTube, а также колонку на Украинской правде.
В своих обращениях он ратует за здоровый образ жизни и обследование своего сердца не реже, чем украинцы отдают на техобслуживание автомобили.

## Миротворческие миссии
В 1999 г. Б. Тодуров был с благотворительной миссией в Египте, где прооперировал 16 детей с врожденными пороками сердца в Каире
.
В 2002 г. посетил Ирак, где работал над созданием совместного с иракскими медиками проекта по спасению детей. В рамках миссии провёл в Багдаде операции двум детям с врожденными пороками сердца.
В 2005 году Борис Михайлович посетил с благотворительной миссией Косово. Там провёл 3 операции детям с врожденными пороками сердца.
2006 г. — благотворительная миссия в Азербайджане . Прооперировал 5 детей с врожденными пороками сердца из малообеспеченных семей беженцев из Нагорного Карабаха.
В марте 2014 г. посетил с гуманитарной миссией Крым за неделю до его аннексии Россией. Борис Михайлович выдвинулся с командой в составе хирурга и анестезиолога в Феодосийскую военную базу, которая на тот момент была окружена российскими военными.
Врачи привезли машину с медикаментами и перевязочным материалами на случай начала военных действий.
На выезде с полуострова Тодурова попросили прооперировать пожилую женщину с острым инфарктом миокарда. Впоследствии оказалось, что пациентка — мать Сергея Аксёнова.

## Институт сердца
Институт сердца Министерства здравоохранения Украины предоставляет высокоспециализованную помощь пациентам с сердечно-сосудистой патологией и хирургическую помощь больным с пороками сердца.
Создан в 2008 году как Киевская клиническая больница «Центр сердца» по примеру немецкой клиники Herzzentrum, Немецкого кардиологического центра в Мюнхене.
Чтобы спасти Центр сердца от банкротства и приватизации, Тодуров 26 декабря 2013 года добился перевода его из коммунальной в национальную собственность, с подчинением МОЗ Украины.
Ежегодно Институт сердца принимает пациентов из всех областей Украины. В 2016 году это учреждение выполнило больше всех в стране операций- 5940, опередив Институт сердечно-сосудистой хирургии имени Н. Амосова и Институт кардиологии имени Стражеско.
Каждая третья операция АКШ происходят в Институте сердца (1436 операций; для сравнения в Институте имени Н. Амосова — 844 операций). Каждый третий стент на Украине ставится в стенах Института сердца (2593 интервенций; в Институте им. Н. Амосова — 449).
В Институте сердца Тодуров организовал внутренние системы eHealth и управления качеством. В результате процент неудачных операций ниже, чем в средних клиниках Европы, и не дотягивает до 1  %. Это дало возможность в 2015 году Институту первому в СНГ удовлетворить требования международной медицинской аккредитации от британской компании QHA Trent.
Наличие этого сертификата дает основание иностранным страховым компаниям оплачивать лечение иностранных граждан в Институте сердца. В 2016 году пациенты поступали из Азербайджана, Греции, Израиля, США, Молдавии, Киргизии, Туркменистана, Турции, Ливии и других стран
.
Перед входом в Институт сердца, наряду с флагом Украины и корпоративным, висит флаг Крымского Меджлиса. Во время посещения Института Мустафа Джемилев стал перед ним на колени[значимость факта?].
Институт сердца неоднократно оказывался объектом посягательства со стороны политических фигур.

## Помощь в зоне АТО и во времявторжения РФ в Украину
Борис Тодуров с начала войны на Донбассе более 10 раз посетил с гуманитарной помощью зону боевых действий. Там он проводит операции на месте, а также спонсирует медикаментами и военным обмундированием украинских солдат.
Летом 2014 года он посетил со своей бригадой г. Славянск Донецкой области. Врачи привезли медикаменты и забрали на лечение в Институт Сердца трех раненых украинских солдат.
Помимо этого Борис Тодуров оперировал мирное население из зоны боевых действий. Он проводил приёмы в Краматорске, Артёмовске, Северодонецке и Лисичанске.
Все высокоспециализированные лечебные учреждения кардиологического профиля остались на территории ОРДЛО, и население украинской стороны осталось без медицинской помощи. Для решения проблемы Тодуров за собственные средства организовал подготовку к запуску филиалов Института сердца в Донецкой и Луганской области. Как аргумент было заявлено возможность следовать примеру Cleveland Clinic (США), и распространять экспертность хорошо зарекомендовавшего себя центра в других регионах. Однако аппарат и. о. министра Супрун деятельность филиалов не разрешил, ссылаясь на несоответствие планам реформы децентрализации.
Борис Тодуров и его сотрудники провели в клинике первые 90 дней после начала полномаштабного вторжения.

## Гражданская позиция
Борис Тодуров считает, что украинские кардиохирурги в долгу перед своими пациентами. При потребности в 140 тысяч в год кардиохирургических операций выполняется чуть больше 15 %. При потребности в ангиографических процедурах и стентировании в 200 тысяч интервенций в стране выполняется около 15 %.
Борис Тодуров неоднократно выступал против несовершенства существующей системы управления медицинской помощью.
В 2011 году он вступил в публичные дебаты с министром здравоохранения Ильёй Емцем в контексте реформы здравоохранения. Емец хотел понизить ранг Института сердца из учреждения, оказывающего кардиологическую медицинскую помощь высокого уровня сложности, в рядовую больницу по лечению пациентов, перенесших инфаркт или инсульт.
Кардиохирург делал публичные заявления о том, что «люди» мэра Леонида Черновецкого просили «откат» в размере 30 % от доходов клиники. Тодуров один из немногих смог дать отпор «смотрящему» от семьи Януковича и Богатыревой, пытавшихся реализовать получение «отката» в 30 % от национальной программы по борьбе с сердечно-сосудистыми заболеваниями.
Также Борис Тодуров публично комментировал бездеятельность министра Сандро Квиташвили в вопросе реформ здравоохранения
.
Борис Михайлович является активным борцом за скорейшее проведение реформы трансплантологии. Тодуров публично выступал с критикой главы Комитета ВР по вопросам здравоохранения Ольги Богомолец и её заместителя Оксаны Корчинской. По его словам, «украинское законодательство препятствует пересадке органов и, тем самым, спасению жизни многих людей.».
Перед голосованием в Верховной Раде Тодуров записал видеообращение к депутатам ВР о поддержке Закона о трансплантации
.
В 2016 году он записал видеообращение о том, что готов после смерти стать донором органов
.
13 ноября 2016 года в программе Кабинеты на 5 канале Тодуров выступил с негативным отзывом о результатах работы команды и. о. министра здравоохранения У. Супрун.
1 января 2017 года Тодуров опубликовал видеообращение с критикой деятельности команды Министерства здравоохранения . Видео собрало около 500 тысяч просмотров в сети Facebook и Youtube, и стало причиной масштабной кампании против кардиохирурга со стороны фармлоббистов и сторонников и. о. министра Супрун.
В своем обращении Тодуров раскритиковал провал закупок медицинских расходных материалов для сердечно-сосудистых заболеваний за деньги закончившегося 2016 года (364 млн грн). По его расчетам они могли спасти десятки тысяч жизней. Команда МОЗ во главе с и.о министра здравоохранения Уляной Супрун не провела тендеров. В результате в начале 2017 года украинские пациенты остались без нужных препаратов.
Среди приведенных Тодуровым аргументов было то, что закупка медицинских расходных материалов через международных посредников устарела. По сравнению с ней система электронных закупок ProZorro дает общественности значительно большую прозрачность, не имеет таких многомесячных задержек, и не работает с комиссией за услуги.
Независимая аналитическая группа FactCheckUA проверила слова Тодурова и установила, что время между объявлением тендера и закупкой препаратов в 2015 составило 11 месяцев. Так как первый тендер за деньги 2016 года был объявлен только 28 декабря 2016 года. FactCheck подчеркнул, что это далеко не закупка медикаментов, как утверждает МОЗ.
Аналитическая группа также упомянула о комиссии за услуги компании Crown Agents, которая занималась закупками медикаментов. Комиссия составила 1,8 млн евро (по информации самой компании). При этом, если бы закупки осуществлялись системой ProZorro (при этой системе комиссионные отсутствуют), то на сэкономленные деньги можно было бы провести дополнительно 12 874 операции по стентированию, что спасло бы 4 % больных с острым инфарктом миокарда.
Тодуров также обвинил представителей МОЗ в блокировке создания филиалов Института сердца в Мариуполе и Северодонецке, где пациенты фактически не имеют доступа к лечению кардио-заболеваний.
Тодурова публично поддержали известные медицинские деятели: заместитель директора Института нейрохирургии Андрей Гук и директор Центра эндокринной хирургии Александр Ларин, а также публичные люди такие как: народный депутат Украины Константин Ярыныч, киевский бизнесмен, писатель и блогер Гарик Корогодски, Масси Найем, Александр Нойнец, Олег Мусий и Дмитрий Розенфельд.
В ответ на видеообращение Тодурова команда У. Супрун применила административное давление, объявив о переаккредитации Института Сердца.
5 января Команда Уляны Супрун объявила конкурс по выявлению непрозрачных закупок в системе ProZorro. Единственным участником этого флешмоба стала адвокат Евгения Закревская. 6 января Евгения Закревская опубликовала обвинение в сторону Института сердца по завышенным ценам закупок препарата «Цефопектам»
.
6 января Тодуров опровергнул эти обвинения, ссылаясь на Приказ МОЗ (№ 546) от 26.08.2015, который устанавливает оптово-отпускные цены на этот препарат. Они не были превышены при закупке.
Анализ страницы Закревской показал, что её аккаунт работал 4 суток круглосуточно, что свидетельствует о том, что аккаунт адвоката вел не один человек. На её странице в течение этого времени публиковались посты о Борисе Тодурове.
Также против Тодурова началась массированная кибератака.
9 января 2017 официальную страницу Бориса Тодурова в Facebook заблокировали, затем заблокировали личную страницу.
27 января была создана фейковая страница под названием «Борис Тодуров дарит одну из своих квартир», где сообщались неправдивые данные о владении несколькими квартирами. На этой странице, якобы от имени самого Бориса Тодурова было написано, что он подарит одну из своих квартир всего лишь за «репост и подписаться на эту страничку». Страницу интенсивно продвигали в Facebook, добившись десятки тысяч показов
.
В конце января на странице в фейсбуке под названием «Виктор Медведчук» был опубликован пост со словами поддержки в адрес Бориса Тодурова.
Расследование журналиста Александра Нойнеца показало прямую связь между пиарщиком Уляны Супрун Брайаном Меффордом и Виктором Медведчуком.

## Награды и признание
- 2004 — удостоен почетного звания «Заслуженный врач Украины»[58]
- 2017 — Орден «За заслуги» ІІІ степени[59]